# رؤیا با صدای بلند
رؤیا با صدای بلند (انگلیسی: Dreaming Out Loud) نخستین آلبوم استودیویی گروه پاپ راک آمریکایی وان‌ریپابلیک است. این آلبوم در ۲۰ نوامبر ۲۰۰۷ توسط اینترسکوپ رکوردز منتشر شد. این آلبوم بین سال‌های ۲۰۰۴ تا ۲۰۰۷ ضبط شد و تهیه‌کنندگی آن بر عهدهٔ گرگ والز بود و تهیه‌کنندگی دو ترانه را به همراه خواننده اصلی گروه، رایان تدر انجام داد.

## جدول‌های موسیقی
| جدول (۲۰۰۷–۰۸)                                 | بالاترین جایگاه |
| ---------------------------------------------- | --------------- |
| آلبوم‌های استرالیایی (ای‌آرآی‌ای)                 | ۴               |
| آلبوم‌های اتریشی (آلبوم‌های او۳)                 | ۱۴              |
| آلبوم‌های کانادایی (بیلبورد)                    | ۷               |
| آلبوم‌های دانمارکی (هیت‌لیستن)                   | ۵               |
| آلبوم‌های هلندی (جدول‌های هلند)                  | ۷۱              |
| ۱۰۰ آلبوم برتر اروپایی                         | ۴               |
| آلبوم‌های فرانسوی (اس‌ان‌ئی‌پی)                    | ۷۶              |
| آلبوم‌های آلمانی (۱۰۰ آلبوم برتر رسمی)          | ۷               |
| جدول آلبدم‌های یونان                            | ۲۰              |
| آلبوم‌های ایرلندی (آی‌آرام‌ای)                    | ۴               |
| آلبوم‌های ایتالیایی (فیمی)                      | ۲۹              |
| آلبوم‌های نیوزیلندی (آرام‌ان‌زد)                  | ۳               |
| آلبوم‌های لهستانی (زدپی‌ای‌وی)                    | ۳۲              |
| آلبوم‌های اسکاتلندی (شرکت جدول‌های رسمی)         | ۲               |
| آلبوم‌های اسپانیایی (پروموزیکای)                | ۵۵              |
| آلبوم‌های سوئدی (برترین‌های سوئد)                | ۴۹              |
| آلبوم‌های سوئیسی (جدول موسیقی سوئیس)            | ۸               |
| آلبوم‌های بریتانیا (شرکت جدول‌های رسمی)          | ۲               |
| بیلبورد ۲۰۰ ایالات متحده                       | ۱۴              |
| آلبوم‌های آلترنیتیو برتر ایالات متحده (بیلبورد) | ۳۹              |
| آلبوم‌های راک برتر ایالات متحده (بیلبورد)       | ۳               |

| جدول (۲۰۰۸)                              | جایگاه |
| ---------------------------------------- | ------ |
| آلبوم‌های استرالیایی (ای‌آرآی‌ای)           | ۷۵     |
| آلبوم‌های اتریشی (آلبوم‌های او۳)           | ۵۰     |
| آلبوم‌های آلمانی (۱۰۰ آلبوم برتر رسمی)    | ۲۹     |
| آلبوم‌های نیوزیلندی (آرام‌ان‌زد)            | ۳۱     |
| آلبوم‌های سوئیسی (جدول موسیقی سوئیس)      | ۳۶     |
| آلبوم‌های بریتانیا (شرکت جدول‌های رسمی)    | ۴۸     |
| بیلبورد ۲۰۰ ایالات متحده                 | ۴۴     |
| آلبوم‌های راک برتر ایالات متحده (بیلبورد) | ۱۲     |

## گواهی‌نامه‌ها
| منطقه                                                              | گواهی    | واحد گواهی‌شده/فروش |
| ------------------------------------------------------------------ | -------- | ------------------ |
| استرالیا (آی‌اف‌پی‌آی استرالیا)                                       | Gold     | ۳۵٬۰۰۰^            |
| اتریش (فونوگرافی اتریش)                                            | Platinum | ۲۰٬۰۰۰*            |
| کانادا (میوزیک کانادا)                                             | Gold     | ۵۰٬۰۰۰^            |
| دانمارک (آی‌اف‌پی‌آی)                                                 | Gold     | ۱۵٬۰۰۰^            |
| آلمان (بی‌وی‌ام‌آی)                                                   | Platinum | ۲۰۰٬۰۰۰^           |
| ایرلند (آی‌آر‌ام‌ای)                                                  | Platinum | ۱۵٬۰۰۰^            |
| نیوزیلند (آرآی‌ای‌ان‌زد)                                              | Gold     | ۷٬۵۰۰^             |
| روسیه (ان‌اف‌پی‌اف)                                                   | Gold     | 0*                 |
| سنگاپور                                                            | Gold     | ۵٬۰۰۰*             |
| سوئیس (آی‌اف‌پی‌آی سوئیس)                                             | Gold     | ۱۵٬۰۰۰^            |
| بریتانیا (بی‌پی‌آی)                                                  | Platinum | ۳۰۸٬۸۰۲            |
| ایالات متحده (آرآی‌ای‌ای)                                            | Gold     | ۱٬۱۰۰٬۰۰۰          |
| خلاصه‌ها                                                            |          |                    |
| جهانی                                                              | —        | ۲٬۳۰۰٬۰۰۰          |
| * رقم فروش تنها بر پایهٔ گواهی‌ها. ^ رقم توزیع تنها بر پایهٔ گواهی‌ها. |          |                    |

## تاریخچه انتشار
| منطقه        | تاریخ          | فرمت | ناشر      | منابع  |
| ------------ | -------------- | ---- | --------- | ------ |
| کانادا       | ۲۰ نوامبر ۲۰۰۷ | سی‌دی | یونیورسال | [ ۴۴ ] |
| ایالات متحده | ۲۰ نوامبر ۲۰۰۷ | سی‌دی | اینترسکوپ | [ ۴۵ ] |
| آلمان        | ۳۰ نوامبر ۲۰۰۷ | سی‌دی | یونیورسال | [ ۴۶ ] |
| بریتانیا     | ۱۱ مارس ۲۰۰۸   | سی‌دی | پالیدور   | [ ۴۷ ] |
| ژاپن         | ۲ ژوئیه ۲۰۰۸   | سی‌دی | یونیورسال | [ ۴۸ ] |